# Raymond Distave
Raymond Félix Émile Distave (Luik, 12 november 1913 - Gent, 2 november 1993) was een Belgisch hockeyer.

## Levensloop
Distave was actief bij La Gantoise HC. In 1930 trad hij toe tot de eerste ploeg, waarvan hij meer dan 20 jaar deel zou uitmaken.
Hij maakte deel uit van het Belgisch hockeyteam. Met de nationale ploeg nam hij onder meer deel aan de Olympische Zomerspelen van 1936.
Van 1982 tot 1985 was Distave voorzitter van de KBHB. Hij volgde in deze hoedanigheid Vincent Vandermeersch op, zelf werd hij opgevolgd door Robert Lycke.